# Eugen Abresch
Eugen Abresch (* 4. Juni 1867 in Neustadt an der Haardt; † 22. Juni 1952 in Neustadt an der Weinstraße) war ein deutscher Unternehmer, vor allem auf dem Gebiet von Weinerzeugung und Weinhandel, sowie Erfinder, Kunstsammler und Politiker. Schlagzeilen machte er durch Spekulationsgeschäfte, die 1914 zu einem staatsanwaltschaftlichen Ermittlungsverfahren und zu seinem Ausscheiden aus dem Parlament führten. Als Jagdpächter war er 1933 von einem spektakulären Fall von Wilderei betroffen, bei dem zwei Menschen zu Tode kamen.

## Familie
Abresch wurde in ein protestantisches Elternhaus geboren. Er wuchs in einem klassizistischen Herrenhaus in der Neustadter Villenstraße auf, das in der zweiten Hälfte der 1870er Jahre errichtet wurde und heute Villa Abresch genannt wird. Sein Großvater war Johann Philipp Abresch, der 1832 als Schöpfer der schwarz-rot-goldenen Fahne des Hambacher Festes bekannt wurde. Eugen Abresch war kinderlos, mit einem Nachkommen seines Bruders verheiratet war die Kunstmalerin Christel Abresch (* 27. Januar 1931; † März 2011).

## Politik
Bei der Reichstagswahl 1903 kandidierte Abresch im Reichstagswahlkreis Pfalz 1 für den Bund der Landwirte, konnte das Mandat aber nicht gewinnen. Von 1907 bis 1914 war er während der 35. und 36. Sitzungsperiode Mitglied der Kammer der Abgeordneten des Königreichs Bayern für den Stimmkreis Neustadt an der Haardt. Zunächst war er Mitglied der Fraktion der Liberalen, ab 1912 dann fraktionslos. 1914 schied er wegen einer Spekulationsaffäre aus dem Parlament aus. Nach dem Ersten Weltkrieg trat er in München als Verhandlungsführer des Neustadter Arbeiter- und Soldatenrats gegenüber der Bayerischen Staatsregierung auf, als es um den Lebensmittel- und Brennstoffmangel in der Pfalz sowie um Entschädigungen für Requisitionen ging.

## Spekulationsgeschäfte
Als Unternehmer wurde Abresch durch Spekulationsgeschäfte bekannt. Am 23. November 1907 erwarb er das stillgelegte Kupferbergwerk am Spiemont bei St. Wendel im heutigen Saarland und verpflichtete sich, es wieder zu betreiben. Nachdem er dieser Verpflichtung jahrelang nicht nachgekommen war, leitete die Staatsanwaltschaft im März 1914 ein Ermittlungsverfahren wegen Betrugs und Wuchers ein und ließ Abresch verhaften, so dass er am 20. März sein Abgeordnetenmandat verlor. Während des Ersten Weltkriegs wurde das Bergwerk vorübergehend wieder in Betrieb genommen, möglicherweise durch die Dillinger Hütte.

## Nebenbeschäftigungen
Abresch betätigte sich als Erfinder auf dem Gebiet der Materialforschung und reichte z. B. Patente für Kunstfaden, Kunstleder und die Verwendung von Kupfer beim Rebenschutz vor Schädlingen ein.
Als Kunstmäzen legte Abresch eine größere Gemäldesammlung an, die heute überwiegend im Germanischen Nationalmuseum Nürnberg zu finden ist.
1933 geriet Abresch ohne sein Zutun wieder in die Schlagzeilen, als in seinem Jagdrevier im Ordenswald auf der Gemarkung des heutigen Neustadter Ortsteils Speyerdorf bei einer Schießerei zwischen zwei Wilderern und vier Ordnungskräften zwei Männer, nämlich einer der Wilderer und ein Polizist, getötet wurden.